# Paryphodes compticeps
Paryphodes compticeps är en tvåvingeart som beskrevs av Günther Enderlein 1924. Paryphodes compticeps ingår i släktet Paryphodes och familjen bredmunsflugor. Inga underarter finns listade i Catalogue of Life.